# Карпенко Фросина Андріївна
Фросина Андріївна Карпе́нко (нар. 12 червня 1905, Хороше — пом. 10 лютого 1992, Хороше) — українська народна поетеса, письменниця, фольклористка; член Спілки письменників України з 1956 року.

## Біографія
Народилася 30 травня [12 червня] 1905 року к селі Хорошому (нині Синельниківський район Дніпрпетровської області, Україна) у сім'ї селянина-бідняка. У 9 років зосталася сиротою, виросла в наймах. Грамоти навчилася самотужки в дитинстві. З 12-ти років почала складати вірші.
З 1929 року працювала у колгоспі. В роки німецько-радянської війни брала активну участь у партизанському підпіллі, складала пісні, сатиричні вірші й частівки на патріотичні теми. За підпільну діяльність в часи окупації 6 квітня 1985 року нагороджена орденом Вітчизняної війни ІІ ступеня.
Померла в селі Хорошому 10 лютого 1992 року.

## Творчість
Почала друкуватися з 1939 року. Її перша гумореска проти попів і релігійних забобон була розміщена у збірці Академії наук УРСР «Народ про релігію».  Писала під впливом народної творчості. У поезіях оспівувала Леніна, Комуністичну партію, трудові звитяги земляків, нове соціалістичне життя села. У гуморесках висміювала заздрість, скупість, чванливість тощо. 
Авторка
- гуморесок «Чи й у вас таке бува?» (Дніпропетровськ, 1964);
- оповідань «Хорошанські бувальщини: Оповідки старожилів» (Дніпропетровськ, 1968);
- повісті «Гомін степу» (1986).

збірок поезії
- «Розцвітає Україна» (Київ, 1950; Харків, 1953; російський переклад — Москва, 1958);
- «Посадив я деревце» (Дніпропетровськ, 1959);
- «Пісні мої, думки мої…» (Дніпропетровськ, 1960);
- «Прощання з літом: Вибране» (Київ, 1975);
- «Степова книга» (Київ, 1989).

Чимало її віршів покладено на музику.
Зібрані нею фольклорні матеріали увійшли до збірок:
- «Народні співці Радянської України» (1955);
- «Українська народна поезія про Велику Вітчизняну війну» (1955);
- «Українські народні думи та історичні пісні» (Київ, 1955).

В «Антології прози Придніпров'я» (Дніпропетровськ, 2005) опубліковані оповідання Фросини Карпенко «Діалог Архипівни і Михайлівни», в антології літератури для дітей та юнацтва «Сяєво Жар-Птиці» (Дніпропетровськ, 2009) — веснянки.

## Вшанування
У рідному селі письменниці Хорошому їй встановлено пам'ятник.